# Attraktioner i Kent
Dette er en liste med attraktioner i det engelske county Kent

## Borge, slotte, huse og historiske bygninger
- Canterbury Cathedral
- Chartwell (tidligere bopæl for Winston Churchill)
- Chiddingstone Castle
- Deal Castle
- Dover Castle
- The Grange, Ramsgate
- Hever Castle
- Ightham Mote 14th century house
- Knole House
- Leeds Castle
- Penshurst Place
- Fort Amherst, Chatham
- Reculver (Roman fort & Reculver Towers)
- Richborough Castle & Roman Fort
- Rochester Castle
- Rochester Cathedral
- St Augustine's Abbey
- Scotney Castle
- Sissinghurst Castle Garden
- Smallhythe Place
- Squerryes Court
- Tonbridge Castle
- Upnor Castle
- Walmer Castle

## Parker, haver og naturområder
- Ashford Green Corridor
- Bedgebury National Pinetum
- Bewl Water
- Bough Beech Reservoir
- Brockhill Country Park
- Capstone Farm Country Park
- Dovers hvide klipper
- Emmetts Garden
- Hoo Peninsula
- Milton Creek Country Park
- North Downs Way  en vandrerute
- Pines Garden
- Stour Valley Walk
- Isle of Thanet
- The Hop Farm Country Park
- The Wantsum Channel

## Museer
- Ashford Borough Museum
- Chatham Historic Dockyard
- Dolphin Yard Sailing Barge Museum
- Dover Museum
- Kent Battle of Britain Museum
- Kent International Airport (tidligere kend som London Manston Airport) med to luftfartsmuseer
- Kent Museum of Freemasonry
- Maidstone Museum & Bentlif Art Gallery
- Ramsgate Maritime Museum
- Royal Engineers Museum
- Willesborough Windmill

## Oldtidsmonumenter
- Coldrum Stones nær Trottiscliffe
- Julliberrie's Grave nær Chilham
- Kit's Coty House nær Aylesford
- Lower Mill (Woodchurch)
- Medway-megalitterne (forskellige steder i Medway-dalen)

## Jernbaner
- Bredgar and Wormshill Light Railway
- East Kent Railway
- Kent & East Sussex Railway
- Romney, Hythe & Dymchurch Railway
- Sittingbourne & Kemsley Light Railway
- Spa Valley Railway

## Zoologiske haver, dyreparker
- Howletts Wild Animal Park
- Wildwood Trust (tidligere Wildwood Discovery Park)
- Port Lympne Zoo
- Rare Species Conservation Centre
- Wingham Wildlife Park (tidligere  Wingham Bird Park)

## Andet
- Bluewater Shopping Centre
- Chatham Dockyard
- Cinque Ports
- Dickens World
- Diggerland
- Dreamland Margate
- Ebbsfleet United F.C.
- Gillingham Football Club
- Margate Football Club
- Romney Marsh
- St. Lawrence Cricket Ground, Canterbury
- Shell Grotto (Margate)
- Turner Contemporary